# Wierbiąż Niżny
Werbiąż Niżny, Wierbiąż Niżny (ukr. Нижній Вербіж) – wieś na Ukrainie, w obwodzie iwanofrankiwskim, w rejonie kołomyjskim.
Cerkiew Narodzenia Przenajświętszej Bogurodzicy w Wierbiążu Niżnym w 2013 została wpisana na Listę Światowego Dziedzictwa UNESCO wraz z innymi drewnianymi cerkwiami w Polsce i na Ukrainie.